# Tanqueray
Tanqueray é uma marca inglesa de gin produzida pela Diageo. Originou-se em Londres. Em 2016, ele substituiu o Beefeater como o vendedor global número um. Embora não comande uma fatia de mercado considerável em seu mercado nativo, seu maior mercado está nos Estados Unidos, onde é a importação de gin mais vendida, seguido pelo sul da Europa.
Tanqueray é um gin seco londrino, refletindo seu processo de destilação e origem em Bloomsbury, em Londres. London dry gin é feito por dupla destilação de grãos, com botânicos selecionados adicionados durante a segunda destilação. Embora a receita de Tanqueray seja um segredo comercial bem guardado, sabe-se que contém quatro ingredientes botânicos: zimbro, coentro, raiz de angélica e alcaçuz, todos botânicos comuns na produção de gim em geral.
É uma das 16 “marcas estratégicas” da Diageo com prioridade na promoção e distribuição mundial.

## História
O gin Tanqueray foi inicialmente destilado em 1830 por Charles Tanqueray no distrito de Bloomsbury, em Londres. O ponto de venda de Edward & Charles Tanqueray & Co foi estabelecido em Vine Street, em Londres, em 1838. Quando Charles morreu em 1868, seu filho Charles Waugh Tanqueray herdou a destilaria, que continuou a operar até ser severamente danificada durante a Segunda Guerra Mundial. A única instalação que sobreviveu ao bombardeio do Eixo, agora conhecida como "Old Tom", foi transferida para a Ponte Cameron, na Escócia.
De acordo com um relatório, o Tanqueray se tornou o gin mais vendido no mundo pela primeira vez em 2016, com quase três milhões de caixas de nove litros vendidas.

## Produtos

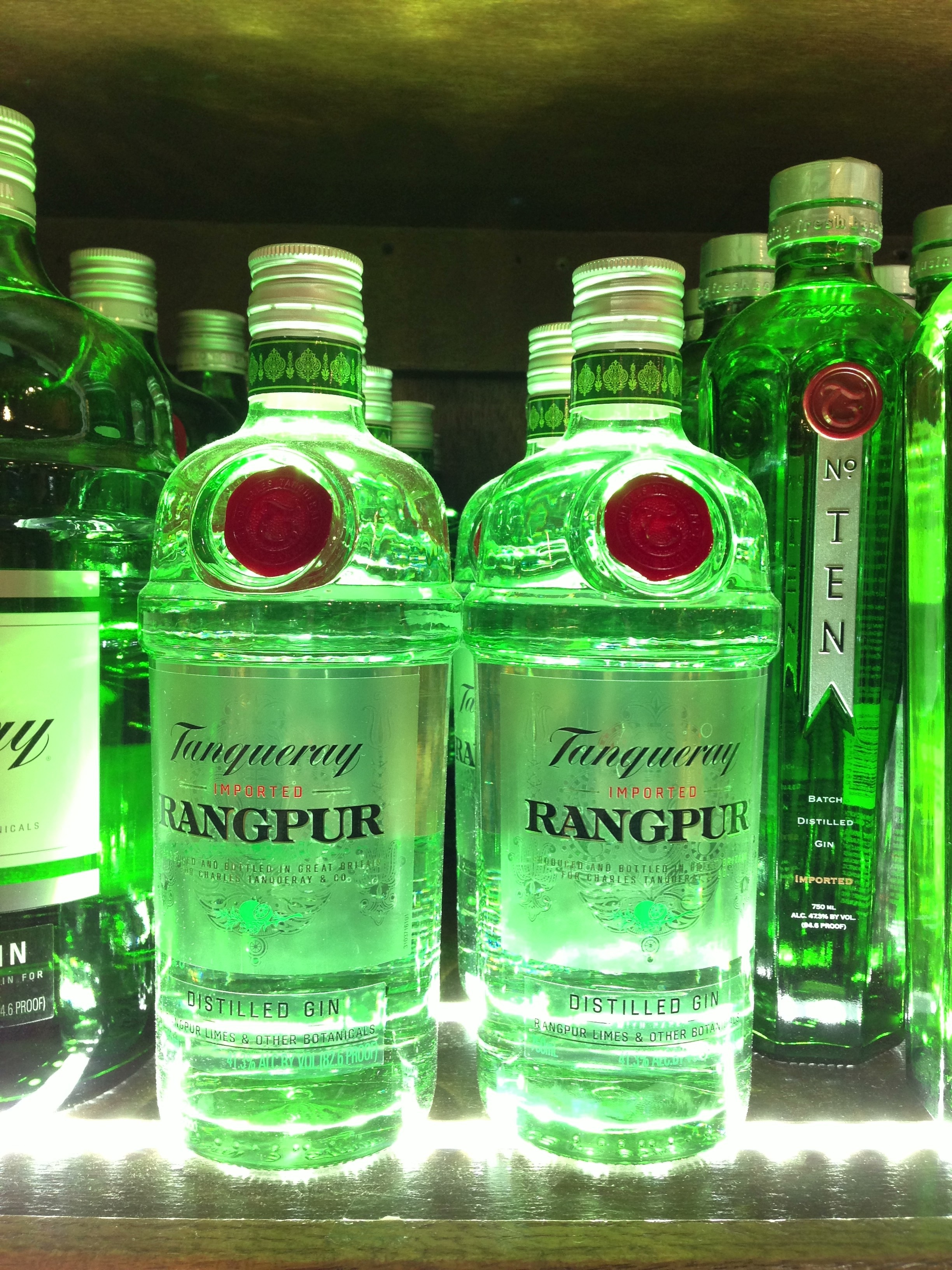
Tanqueray London Dry, Rangpur e No. Ten

O Tanqueray London Dry Gin é o produto original lançado em 1830; seus principais produtos botânicos são zimbro, coentro, raiz de angélica ealcaçuz. É vendido como:
- Importado 47,3% ABV (Estados Unidos, Canadá, Alemanha e lojas francas europeias)
- Força de exportação 43,1% ABV (Reino Unido, Noruega e Suécia)
- 40% ABV (Austrália, Canadá e Nova Zelândia)

O Tanqueray No. Ten (47,3%) foi lançado em 2000 e é direcionado ao mercado de martíni. É destilado quatro vezes com flores inteiras de toranja, limão, limão e camomila
O Tanqueray Sterling Vodka foi lançado em 1989 e está disponível nos sabores neutros e cítricos. Seu principal mercado são os Estados Unidos.
O Tanqueray Rangpur Gin foi lançado em Maryland, Delaware e Washington, D. C. no verão de 2006. Possui um forte sabor cítrico, resultado de limão rangpur, gengibre e folhas de louro adicionados durante o processo de destilação final. É produzido a 82,6 provas (41,3% abv) e está disponível nos Estados Unidos e Canadá.
O Tanqueray Malacca Gin foi introduzido em 1997 como uma alternativa "mais úmida" ao London Dry, com mais doçura e um paladar de frutas mais forte (mais notavelmente toranja). Descontinuada em 2001, a Diageo anunciou em 12 de dezembro de 2012 que uma edição limitada de 16.000 caixas de Tanqueray Malacca seria relançada nos Estados Unidos, Grã-Bretanha, Canadá e Europa Ocidental em fevereiro de 2013.
Tanqueray Blackcurrant Royale Gin foi lançado em 2021. Possui um rico sabor frutado com sabor de groselha negra francesa, baunilha e notas florais exóticas.
Em 2021, o Tanqueray lançou uma variedade não alcoólica do original, engarrafada com 0,0% abv.
Ofertas anteriores do Tanqueray também incluem gins de laranja e limão, produzidos de 1937 a 1957, quando ambos foram eliminados.
As classificações de bebidas alcoólicas notáveis para o Tanqueray incluíram uma série de Double Golds (para seu London Dry básico) para 2005–2007 do San Francisco World Spirits Competition. As competições dos anos posteriores viram To anqueray ganhar uma série de medalhas de prata e depois outra dupla de ouro em 2012. A Wine Enthusiast classificou o London Dry em sua categoria "96-100" em 2007, mas deu-lhe um "90-95" em 2011.

## Propaganda
O Tanqueray apresentou "Mr. Jenkins", um personagem-porta-voz bem vestido, de cabelos brancos, em anúncios impressos em 1994. Ele foi aposentado alguns anos depois. Em 2004, o Tanqueray apresentou "Tony Sinclair", um personagem-porta-voz da socialite, jovem e petulante, em anúncios de televisão criados por Conor Sheridan. O bordão de Sinclair no final de cada comercial era "Pronto para o Tanqueray?", seguido por uma risada maníaca. Ele foi retratado por Rodney Mason como um socialite maluco de ascendência negra britânica.
No episódio "The Jet Set" de Mad Men de 2008, Duck Phillips recebe uma caixa de Tanqueray de seus ex-colegas publicitários britânicos como incentivo para Duck iniciar a compra de Sterling Cooper por sua empresa.

### Trabalhos citados
- Broom, Dave (2015). Gin: The Manual. London: Octopus Books. ISBN 978-1-78472-058-2
- Williams, Olivia (2014). Gin glorious gin : how mother's ruin became the spirit of London. London: Headline Publishing Group. ISBN 978-1-4722-1534-5